# Dervorguilla de Galloway

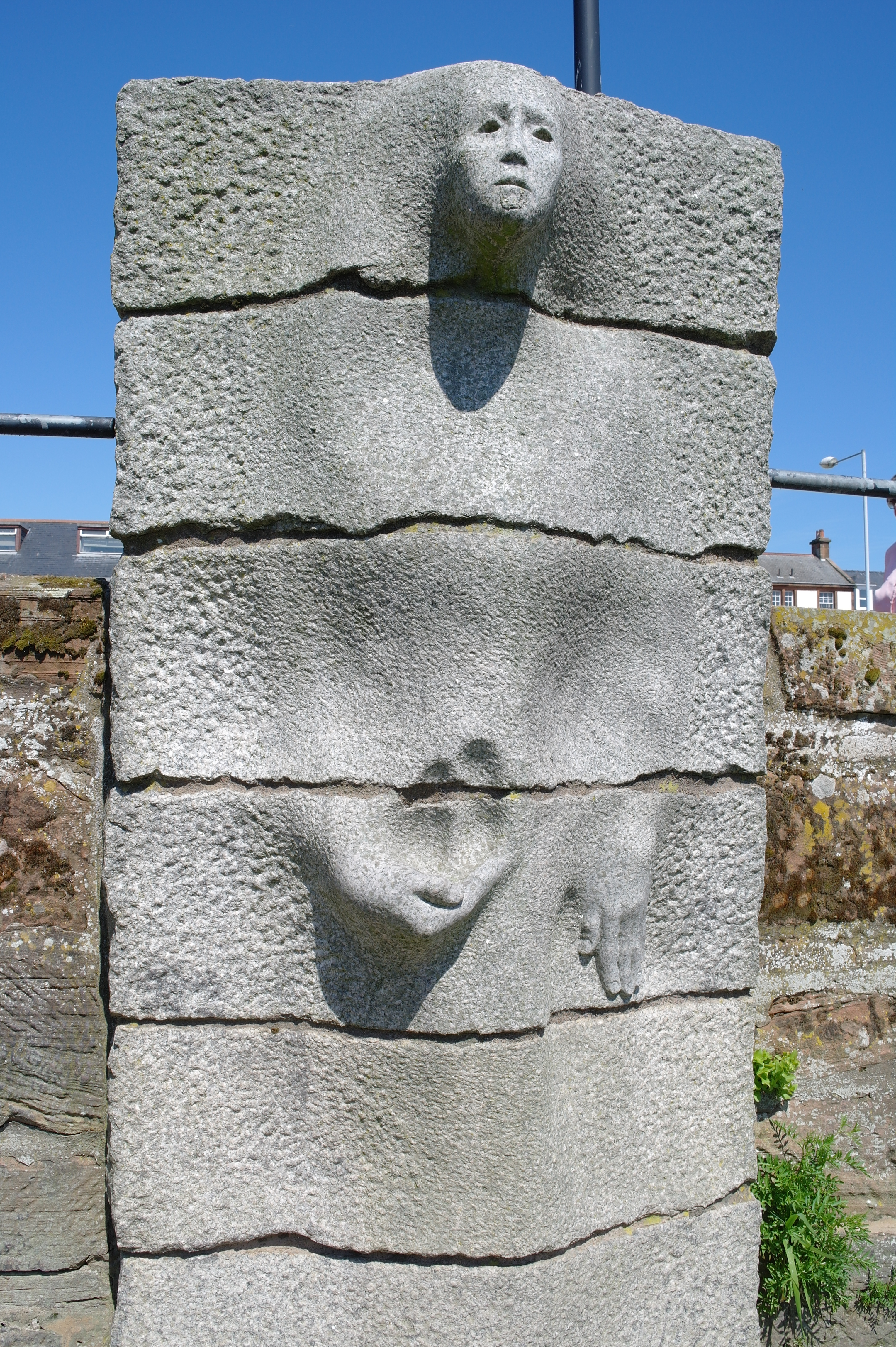
Escultura al Riu Nith

Dervorguilla De Galloway (c. 1210 – 28 de gener de 1290) era l'esposa de John, 5è baró de Balliol, i mare de Joan I, futur rei d'Escòcia.
El nom Dervorguilla o Devorgilla és una llatinització del gaèlic Dearbhfhorghaill (ortografies alternatives: Derborgaill o Dearbhorghil).

## Biografia
Dervorguilla era una de les tres filles i hereves del príncep gaèlic Alan, senyor de Galloway. La seva mare Margaret d'Huntingdon era la segona muller d'Alan, que era la filla gran de David d'Escòcia, 8è Earl d'Huntingdon i Matilda (o Maud) de Chester. David era el germà més jove de dos dels reis d'Escòcia, Malcolm IV i Guillem I d'Escòcia. Així, per la seva mare, Dervorguilla era descendent dels reis d'Escòcia, incloent-hi David I.
El pare de Dervorguilla va morir l'any 1234 sense un fill legítim (tenia un fill il·legítim, Thomas). Segons les lleis anglonormandes feudals i els costums gaèlics tradicionals, Dervorguilla era una de les seves hereves. Per aquest motiu, Dervorguilla va llegar terres a Galloway als seus descendents, el Balliol i el Comyns. El fill de Dervorguilla Joan d'Escòcia, també conegut com a Toom Tabard, va ser breument el Rei dels Escocesos.

## Vida
La família Balliol, amb qui Devorguilla es va unir en matrimoni, estava establerta al castell Barnard, al comtat de Durham, Anglaterra. Tot i que la data del naixement de Deverguilla és incerta, sembla que es va casar amb 13 anys, una edat habitual per al compromís en el seu temps.
El 1263, el seu marit sir John va ser requerit per fer penitència després d'una disputa de terres amb Walter Kirkham, bisbe de Durham. Part de la penitència va ser la fundació d'un col·legi universitari per a pobres a la Universitat d'Oxford, cosa que resultava molt cara. Donat que sir John disposava de menys diners que Devorguilla, molt de temps després de la mort de John Devorguilla va haver de fer-se càrrec de confirmar la fundació del col·legi, amb la benedicció del mateix bisbe, així com de la jerarquia universitària. Va establir una dotació permanent per a la universitat l'any 1282, així com els seus primers estatuts formals. La universitat encara té el nom de Balliol College, i la societat d'estudiants d'història s'anomena societat Devorguilla, així com una sèrie de seminaris anuals que presenten dones a l'acadèmia s'anomena sèrie de seminaris Dervorguilla.
Devorguilla també va fundar una abadia cistercenca a prop de Dumfries a Escòcia, actualment  en ruïnes.